# レジャー

OECD各国における一日の時間配分（15-64歳人口）。
赤は有償労働、橙は無償労働、青はパーソナルケア、緑はレジャー。

レジャー（英: leisure）は、「余暇」または「自由時間」のことで、最低限の生命の維持に必要な食事・排泄・睡眠など（パーソナルケア）や、家族の生活の維持に必要な仕事や家事などを除いた時間を指す。使い方としては、趣味や消費活動などにあてられる場合は積極的レジャー、休息などにあてられる場合は消極的レジャーである。単にレジャーといえば日本では前者を指すことが多いが、日本以外では両者を含む場合が多い。
世界人権宣言では、「すべて人は、労働時間の合理的な制限及び定期的な有給休暇を含む休息及び余暇をもつ権利を有する（第24条）」と定められている。

## 英語の「Leisure」
言語学的にはラテン語のlicēre「許されていること」もしくは「自由であること」が、古代仏語のleisir、ノルマン仏語のleisourを経て14世紀の中世英語に使用されている。
英語でのLeisureとは拘束活動以外（non-compulsory activities）の時間のこと。雇用、経営、家事雑事、教育、食事、就寝などの拘束活動から解放されていること。生きていくために必須な活動以外のもの。これは自由時間とほぼ同義。leisureと拘束活動（compulsory activities）との境目は厳格ではなく、拘束活動（compulsory activities）であっても楽しみであったり、長期にみて利益となる場合もある。

## レジャー概念の起こり（英国）
現代のleisure（レジャー）の概念、および leisure time（余暇時間）の概念は19世紀の産業革命に起こったと考えられる。機械が効率的に作業をおこなうようになり、一般的な労働者は一週間で20時間以上も短縮された。それにともない、仕事時間外に拘束的でない娯楽（non-compulsory diversions）、たとえばスポーツイベントや観劇などをおこなうようになった。

## レジャーのタイプ
レジャーには積極的（active）なレジャーと受動的（passive）なレジャーがあるとされるが、程度の問題などで明確な区分は無い。積極なのか消極なのかはその習熟度や困難さよりは主観や社会的な見られ方によって変わる。映画や読書、あまり運動量が無いゲームは習熟度に差はあるが社会的には受動的レジャーに、テニスやゴルフ、アウトドアなどは習熟度に関係無く積極的レジャーとされている。
積極的レジャー（アクティブレジャー）
自ら望んでエネルギーを消費する。例としてウォーキングやヨーガ、キックボクシングなど。アクティブレジャーはレクリエーションとかなりの部分で重なる。
受動的レジャー（パッシブレジャー）
消費したエネルギーを回復する。シンプルなのはのんびりすることや、なにもしないこと。例として、映画や読書、ギャンブルなど。

## レジャーにおける資本主義と社会主義
資本主義社会ではアクティブレジャー活動は肯定的に捉えられる。アクティブレジャー活動の多くは時間と金を要する。このため、貧乏であってはおこなうことができないものも多い。資本主義社会では富を持った者はより大きなステータスと見られる。『なにもしない』というパッシブレジャータイプでもそれがバケーションという環境であれば時間と金を要するので、資本主義社会の観点からも肯定的に捉えられる。
一方、資本主義社会では、家にいて『なにもしない』人々はその所有している財産に関係なく『怠惰』であるとみなされる。富める人々がプールに寝そべって何もしないことでも、それが自宅であれば、やはり『怠惰』と見られる。ただし、活動のステータスレベル評価はこれとは別で、個人がどのくらいお金をかけられるかによって決まり、『自分の所有するプールで何もしない』ことはステータスが高く、『家でテレビをみていること』はそうではないと一般的には評価される。
『ワーカホリック』や『仕事中毒』とは、自由時間ではない他の活動で拘束されて働く人々のことで、余暇活動よりも仕事をすることを好む。これは往々にして企業での高いポジションを得るためには仕方のないことと思われることもある。しかし、仕事と家庭の両立ができないことには副作用があることが指摘されてからはなり過ぎないように意識する人々が増えている。
社会主義国では社会に貢献しない活動は否定的に見られていた。しかし、社会主義の形態もさまざまであり、ケントステート大学のマーカス・バーヒューによれば、余暇社会主義を信奉するアメリカ人も60年代から70年代にかけて存在していたという。豊かな世界に住んでいると信じ、つまり、もし誰もが小さなひとかけらに満足しているのなら、誰もが基本的なニーズは満たされている。誰もが基本的ニーズを満たしているなら、社会の中での多くの人は芸術、神秘主義、運動、さまざまな趣味などのレジャー活動にその自由な時間を使うことができる。

## もうひとつの自由時間

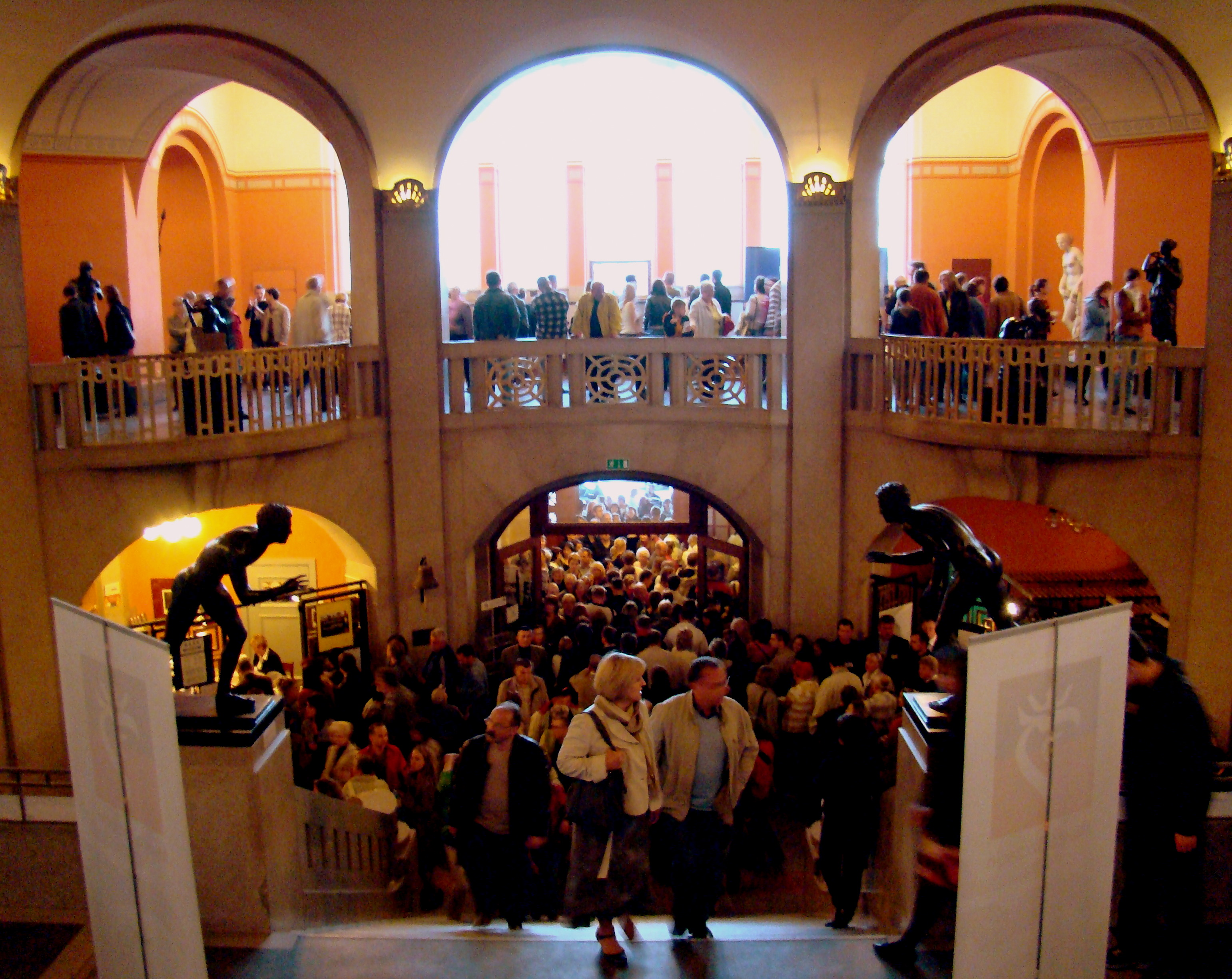
博物館の夜 :en:Long Night of Museums 夕方の文化活動（シュチェチン, ポーランド）

英語では余暇に相当する別の言い方として spare-time という表現もある。leisureはフランス由来。フランス由来のものはフランスから入ってきたノルマン人が持ち込んだ英国での支配階級用語、言い換えれば公的な用語として英国内に普及していったもの。これは日本語で言えば中国から取り入れた漢字音読み相当といえる。一方、spare-timeはそれ以前にブリテン島に住んでいた（その多くはケルト人やゲルマン系アングロ人やサクソン人のようにノルマン人以前より大陸から移り住んでいた）人々のものであり、ノルマン時代には庶民となったそれらの人々の言葉といえる。日本語では和語もしくは訓読み相当といってもよい。leisureが余暇で、spare-timeを暇な時間と訳すと、本来意味はどちらも自由時間のことであるが、余暇は計画的に有意義に過ごしたいものであるのに対し、暇な時間というと、余暇の中でも、それでも余ってしまった何をしたらいいか迷ってしまうような時間というニュアンスをもつようになる。これは余暇という言葉が多くは公的な文脈で使われ、公的なものでは何かしら建設的創造的な文章として提示されることがほとんどであるからである。その中間に位置する日本語として、『休み』や『休み時間』がある。leisureの本来的な意味としては、日本語では『休み』や『休み時間』が同等のニュアンスをもつであろう。

## 日本でのレジャー
英語のleisureが余暇と訳されているため、第一義的には、この英語の定義は余暇の意味と同等である。余暇についての詳細は余暇を参照。
英国のleisureのきっかけが産業革命ならば、日本のレジャーにとってのそれは高度経済成長期である。産業振興の一方早くから国民の余暇活動育成への計画が練られていた。
そしてオイルショック後の1973年（昭和48年）、余暇開発センターによると『余暇時代における産業活動の社会的位置づけ』でのレジャー定義は「人間の多様な生活活動のうち自由裁量に裏づけられた活動のすべてをさす」というもので、生活基盤系生活活動（食べる、健康、着る、住む、働く）の半分弱、生活創造系生活活動（遊ぶ、学ぶ、知る、つきあう）の全て、仕事系生活活動（働く）の半分弱、財務系生活活動（納める、備える、貯める、借りる）の半分弱が自由裁量的な要素を持つ広義のレジャーであるとしている。
また、第4次国民生活審議会の答申「サービスに関する消費者保護について」では  6つのサービスのなかでレジャーサービスを筆頭にあげている（他は運輸サービス、金融サービス、保険サービス、医療サービス、環境衛生サービス）。
『人のいとなみを生活時間で分けると，生理的必要時間，労働時間，自由時間となる』とし、この自由時間での活動がレジャーに相当するものとして論を進めている（第2部 業種別の消費者保護施策について 第1章 レジャーサービス）。ここでのレジャーは英語でのleisureと同等の定義であるが、その前段で、より積極的な位置づけを提示し、第1部 サービス分野における消費者保護施策のあり方 第2章 各業種における重点課題と施策の方向で『レジャーそのものについて，それが労働時間等の残余に過ぎないという従来とかくみられた考え方を排し，人間生活の中で積極的な意義を有する自由時間であるという国民的認識を確立する必要がある。そのうえで，たとえば，自由時間の拡充，レジャーのための物的人的環境の整備，レジャー環境の破壊防止，レジャー政策のための総合調整機構の整備等，積極的な政策の展開が図られなければならない。』とし、これを施策のベースとする考え方を表明している。
この1973年の第4次国民生活審議会では『レジャーが生活のあり方を規定する重要な要素となってきた』『レジャーが国民福祉充実にとって，重要な分野を占めるようになってきた』『高福祉時代においてレジャーは人間が人間らしく生きるために，単に経済的充足にとどまらず心身ともに豊かな生活をおくるのに欠くことのできない要素となってきた』と規定している。
ここでのレジャーは、『自由時間の使い方』に置き換えることができる。
またつづいて、『適正なレジャーサービスの提供があってはじめて消費者が豊かなレジャーを享受しうるとの観点に立って，事業者の提供するレジャーサービスおよびこれに関連する公共サービスについて消費者保護の見地から以下に述べる施策を講する必要がある。』
ここでは大きく、精神的緊張の緩和を求める『気晴しレジャー』と、自己の向上を目指す『創造的レジャー』とに区分し後者に重点を置く国民が増えてきていることが注目点だとしている。
国民生活センターの調査による余暇目的の重要度についてみると「身体や心を休める」についで「いろいろな知識や情報を得る」、「未知のものにふれたり新しいものを創り出したりして心を豊かにし人間性を高める」の項目が上位にある。
基本的な要因に加えて、レジャーへの関心を促がし、需要を増加させたものとして時間と所得の二つの要因があげられる。
- 生活価値観の変化、自由時間の増大、所得水準の向上
- 都市化等による社会環境の急激な変動および教育水準の向上やマスメディアの発達による情報の条件の変化に基づく価値観の変化

しかしながら、一般的に使用された余暇とレジャーは、漢字とカタカナの表現の違いから生じる印象から、その後、使用される意味範囲が異なってきた。
余暇は自由時間のことだが、レジャーは『余暇時間におこなう何かしら活動的なもの』を指すようになってきた（レジャーのタイプを参照）。『レジャーに行く』や『レジャーをする』という表現が典型的な例としてあげられる。これは、すでに自由時間という概念を超越し、自由時間におこなう（おこなった）『遊び』や『旅行』や場合によってはより具体的な『ドライブ』や『キャンプ』や『乗馬』などという用語の置き換え表現となっている。また、レジャーと共に使用される動詞が『行く』『する』など行動をあらわすものが多いのも、レジャーがアクティブな自由時間だからである。何かをおこなうためにはお金がかかることも多い。日本でも産業振興の一環として『レジャー産業』という呼び方が官民一体で推進されたため、レジャーとはお金が要るものだという意識をもつ人も多い。
また、カタカナ言葉のもつ『おしゃれな響き』とあいまって、レジャーという言葉自体が『流行しているアクティビティをおこなう』や、『人々がしたいなあと憧れと思えるようなことをする』という意味で使用される場合がある。
早稲田大学の山口によれば、『それぞれの人が認識しているレジャーの概念は必ずしも一致していない。研究者、専門家、関係者においてもその認識に違いが見られる。「観光」や「リゾート」などが同様の意味をもって使用される場合もある。』とのこと。
競艇（ボートレース）のことをレジャーと称しており、レース案内の宣伝広告で「現代のレジャースポーツ」というコピーを用いたり、競艇専門のチャンネルはレジャーチャンネルという名称で運営されている。
行楽（花見やキャンプ、花火の鑑賞など）で使われる、地面に敷くマットやシートのことを、「レジャーシート」や「レジャーマット」と称して販売されている。

## レジャーとレクリエーションと趣味（ホビー）
日本語の『余暇』は上記した英語の意味どおりに双方の意味を含む。が、日本語として使われる『レジャー』は英語のアクティブレジャーの意で使用される場合が多い。
英語のアクティブレジャー（active leisure）は英語のrecreationとほぼ同義であるが、日本語として使用されるレクリエーションは、その紹介期において職場や学校またはクラブや同好会など所属している団体がおこなうエンターテイメント活動ということを意味することが多かった。完全な自由時間ではない拘束時間の一部（広義の拘束時間）としておこなわれる団体レクリエーションはある意味で社会主義的レジャーの側面をもっているといえる。ただし、日本語でも近年になるに従い、レジャーとレクリエーションが近い意味を持つものとして取り扱われる場合も増えてきている。
趣味とは『余暇時間での自己回復のための楽しみ。金銭的な報酬ではなく興味や楽しみのための習慣』のこと。余暇の一部でありレジャー（アクティブレジャー）に近いが、『習慣的』であれば趣味となる。

## 主要なレジャー
1972年の国民生活センター発行の『余暇活動における満足度調査結果報告書』では東京都23区内住民を対象にした調査として主要なレジャーを列挙している。テレビをみる、新聞を読む、家族との談話、読書をする、外食・ショッピング、映画・観劇などをみる、一泊以上の国内旅行、友人知人と会話を楽しむ、海水浴や日帰り行楽、ラジオを聴く、スポーツ、博物館・美術館・動植物園へ行く、音楽鑑賞、ドライブ、散歩・公園で過ごす、スポーツ観戦、手芸・日曜大工・園芸、囲碁・将棋・麻雀・カードゲーム、楽器演奏・絵画・書道・写真、パチンコ・パチスロ、茶道・華道・洋和裁、登山・ハイキング、ペット、コンサート、バー・キャバレー、体操・美容、キャッチボール、資格取得のための学習、地域活動、釣り、ギャンブル、社会奉仕活動、海外旅行、切手・コイン等の収集、宗教活動。

## レジャーの評価と定義
余暇時間をどのようにすごすべきかについての意見が多々あり、余暇やレジャーの定義もさまざまであるように見える場合がある。これはレジャーの内容についてある一定方向のベクトルをもった観点での定義であることがおおい。それは生き方つまり人生の定義と同じだけ存在する。しかしさまざまな主張の中で同じ方向を向いた主張がある。これは時代の流れの中であるときに同じような生き方が多く志向されるのを反映している。まず、レジャーとは個人の自由時間のことでありその自由時間の中身を決めるのは各個人であるが、人間の活動について仕事の捉え方、考え方が多種多様であるのと同様、余暇の過ごし方、余暇時間の活用または余暇時間を活用しないことも含めてそこには各人の人生観が現れることになる。そのため、レジャーのカテゴライズ（分類）も切り取る側面によりさまざまなものとなる。以下によく使用される文脈でのレジャーの使用例をあげる。
- レジャー施設 - 娯楽施設
- 旅行・レジャー - 旅行およびそれに付帯するアクティビティ
- レジャーガイド - おでかけガイド
- レジャー・スポーツ - スポーツだが競技としてよりも（多くは仲間と一緒に、場合によっては一人で）楽しむためのスポーツ
- 観光レジャー - 観光や行楽
- アウトドア・レジャー - 野外での遊び
- ホビー・レジャー - 趣味と娯楽
- 趣味・レジャー - 同上
- 読書もレジャーであるが、一般的にはあまり使われない
- 賭博、ギャンブル - ボートレース（競艇）は主催者や業界ではレジャーと言っているが、一般的にはレジャーとは呼ばれていない。

レジャー白書では、日本人の余暇活動の現状についての調査を年次でまとめている。労働時間、家計収入支出、余暇時間、余暇支出をマクロな観点での変数として捉えている。具体的な内容では「スポーツ」「趣味・創作」「娯楽」「観光・行楽」の4カテゴリーとして計91種目の余暇活動について、人々の参加や活動実態を調査しており、2004年（平成16年）の余暇活動上位20位は外食（日常的なものを除く）、国内観光旅行、ドライブ、カラオケ、ビデオ鑑賞、宝くじ、パソコン、映画、音楽鑑賞、動物園（含む植物園、水族館、博物館）、園芸（庭いじり）、バー（スナック、パブ、飲み屋）、ボウリング、遊園地、体操、ピクニック（含むハイキング、野外散歩）、ボードゲーム・カードゲーム、テレビゲーム、ジョギング・マラソン、音楽会コンサートとなっている。
白書ではレジャー産業の4つのカテゴリーとして各カテゴリーの最近の代表的な内容をあげている。
- スポーツ部門
  - スポーツ用品関連の市場
  - サービス市場：テニススクール、フィットネスクラブ、ゴルフ場・ゴルフ練習場、スキー場
  - スポーツ観戦：Jリーグ、プロ野球、格闘技
- 趣味・創作部門
  - 携帯音楽プレーヤー（自宅での音楽鑑賞の低迷の一方外で手軽に楽しむスタイル）
  - 携帯着メロ・着うた（新しい市場）
  - AV機器
    - 大画面薄型テレビ
    - デジタルAV機器とDVD、映画
    - デジタルスチルカメラ、デジタルビデオカメラ
    - テレビ
    - DVDレコーダー／プレーヤー、DVDソフトなどDVD関係商品

  - CD
  - 書籍・雑誌
  - 学習レジャー：民間カルチャーセンター、NPOによる学習講座
- 娯楽部門
  - パチンコ、パチスロ、ゲームセンター
  - テレビゲーム
  - 公営競技
  - カラオケボックス
- 観光・行楽部門
  - 旅行業 海外旅行、国内旅行
  - 宿泊施設：ホテル、旅館、ペンション、民宿
  - 遊園地・テーマパーク：園地併設型の温浴施設、農業公園、ペットパーク
  - 乗用車

これらはほとんど消費動向調査に近いものであり、自由時間に産業界がフォーカスしていることがここからも理解できる。ここに含まれていないのは、生活必需品関連と学習教育関連であり、レジャー白書は、冒頭の定義どおり労働時間、睡眠時間以外の自由時間における活動についてフォーカスしていることと、その時間に費やされる動向を産業別・市場別に調査している。